# Mariany Północne na Mistrzostwach Świata w Lekkoatletyce 2015
Mariany Północne na Mistrzostwach Świata w Lekkoatletyce 2015 – reprezentacja Marianów Północnych podczas Mistrzostw Świata w Pekinie liczyła 1 zawodnika, który nie zdobył medalu.

## Występy reprezentantów Marianów Północnych
| Konkurencja            | Zawodnik           | Runda 1  | Runda 1 | Półfinał | Półfinał | Finał    | Finał   |
| Konkurencja            | Zawodnik           | Rezultat | Pozycja | Rezultat | Pozycja  | Rezultat | Pozycja |
| ---------------------- | ------------------ | -------- | ------- | -------- | -------- | -------- | ------- |
| Bieg na 200 m mężczyzn | Beouch Ngirchongor | 23,93 PB | 54.     | NQ       | NQ       | NQ       | NQ      |